# Мухиани
Мухиани (груз. მუხიანი) — село в Грузии, на территории Цхалтубского муниципалитета края (мхаре) Имеретия.

## География
Село находится в западной части Грузии, на расстоянии 10 километров к югу от города Цхалтубо, административного центра муниципалитета. Абсолютная высота — 81 метр над уровнем моря.

## Население
По результатам официальной переписи населения 2014 года, в Мухиани проживало 1058 человек (520 мужчин и 538 женщин). В национальной структуре населения грузины составляли 99,8 %, белорусы — 0,1 %, греки — 0,1 %.
| Год  | Население, человек |
| ---- | ------------------ |
| 2002 | 1283               |
| 2014 | ↘ 1058             |